# Sentinels
Sentinels é uma organização americana de esportes eletrônicos com sede em Los Angeles, Califórnia. A organização foi fundada como a equipe Phoenix1 de League of Legends e competiu na North American League of Legends Championship Series (NA LCS). Em junho de 2018, Phoenix1 foi renomeada para Sentinels. Atualmente, a empresa possui equipes em Valorant, Apex Legends e Halo.

## História
A Phoenix1 foi fundada em maio de 2016 como uma equipe de League of Legends para competir na North American League of Legends Championship Series (NA LCS). Depois que a NA LCS se tornou uma liga franqueada, a Phoenix1 vendeu sua vaga na LCS. Em seguida, a Phoenix1 fez uma parceria com a Kroenke Sports & Entertainment (KSE) para lançar sua equipe franqueada na Overwatch League, Los Angeles Gladiators, para o jogo Overwatch. Depois de lançar com sucesso a equipe de Overwatch, a empresa foi renomeada para Sentinels em junho de 2018. Sentinels abriu duas novas divisões em 2018; em junho de 2018, eles entraram nos esports de Hearthstone e, no mês seguinte, começaram sua divisão de Fortnite.
Em agosto de 2019, o cofundador e CEO da Sentinels, Rob Moore, entrou com uma ação contra a KSE; Moore alegou que KSE comprou uma outra organização de esports, a Echo Fox, sem seu conhecimento. Após o processo, a Sentinels se separarou da KSE, deixando a última como a única proprietária do Los Angeles Gladiators.
Em fevereiro de 2020, Sentinels se expandiu para a cena competitiva de Halo. Dois meses depois, eles estabeleceram sua divisão de Valorant.

## Divisões atuais

### Valorant
A Sentinels começou sua divisão de Valorant em abril de 2020, assinando com o ex-jogador de Overwatch Jay "sinatraa" Won e os ex-jogadores de Counter-Strike: Global Offensive Shahzeb "ShahZaM" Khan e Hunter "SicK" Mims, além de trazer Jared "zombs" Gitlin de sua divisão de Apex Legends. Em junho de 2020, eles completaram seu elenco com a assinatura de Michael "dapr" Gulino. Depois que o Jay "sinatraa" Won foi suspenso em 2021, a Sentinels adquiriu Tyson "TenZ" Ngo por empréstimo da Cloud9 em março daquele ano para disputar as duas etapas do VCT Challengers da América do Norte. A Sentinels venceu o primeiro evento internacional no cenário competitivo de Valorant, o Valorant Champions Tour 2021: Stage 2 Masters Reykjavík, sem perder nenhum mapa. Em junho de 2021, a Sentinels adquiriu completamente TenZ da Cloud9, comprando seu contrato. Em setembro de 2021, a Sentinels terminou do 5º ao 8º lugar no Valorant Champions Tour 2021: Stage 3 Masters Berlin após uma derrota para a Team Envy.
Em 21 de setembro de 2022, a Sentinels foi selecionada como parceira pela Riot Games para competir no VCT: Liga das Américas em 2023. Em outubro de 2022, a Sentinels reformulou todo seu elenco de Valorant, mantendo somente TenZ na equipe, contratando Zachary "zekken" Patrone, Gustavo "Sacy" Rossi, Bryan "pANcada" Luna e Rory "dephh" Jackson. A equipe também dispensou seu antigo técnico e substituíram por Don "SyykoNT" Muir.

## Divisões extintas

### League of Legends
Em 2016, Phoenix1 foi fundada como uma equipe de League of Legends, adquirindo a vaga da Team Impulse para a etapa de verão da North American League of Legends Championship Series (NA LCS) de 2016, junto com alguns de seus jogadores. A equipe não conseguiu bons resultados e precisou jogar uma série contra o rebaixamento, conseguindo se manter para a temporada seguinte. Na etapa de primavera de 2017, a Phoenix1 conseguiu alcançar as eliminatórias, caindo nas semifinais para a Cloud9 por 3 a 0 e vencendo a disputa de terceiro lugar contra a FlyQuest. A etapa de verão foi a pior para a organização, onde terminaram na última posição. Em 2018, a Phoenix1 encerrou sua divisão de League of Legends com rumores indicando que a mesma foi recusada pela Riot Games como parceira para o novo formato de franquias da LCS.

### Fortnite
Em julho de 2018, a Sentinels iniciou sua divisão de Fortnite após contratar quatro jogadores norte-americanos. Em março de 2019, a Sentinels assinou com Kyle "Bugha" Giersdorf. Bugha venceu o Fortnite World Cup 2019 e recebeu uma premiação de US$ 3 milhões. Em 29 de dezembro de 2022, a Sentinels anunciou sua saída das competições de Fortnite.